# Diobeno vreteno
Diobeno vreteno je stanična tvorevina. U naravi je bipolarna fibrilarna struktura. Čini ju organizirani niz proteinskih mikrocjevčica (izgrađuju ih proteini miozin i aktin) koje se tijekom stanične diobe priljube uz centromere kromosoma. Na taj način omogućuje da se odvoje kromosomi između dviju novih stanica nastalih diobom.
Uloga diobenog vretena je u mitozi i mejozi, kad vezuje kromosome na sebe i razvlači razdvojene kromosome na suprotne polove stanice.
Diobeno vreteno u životinjskih organizama nastaje u mitozi, u podfazi profazi. i mejozi. U profazi biljnih organizama, staničnog kostura preuređenjem oblikuju diobeno vreteno.
Diobeno vreteno tako da se u profazi mikrotubuli šire. Stvaraju ih centrioli.
U profazi se mitotičko diobeno vreteno stvara iz centrosoma, a tvore ga mikrotubuli. Nastaje između dva centrosoma koji su na staničnim polovima. Diobeno vreteno nije kontinuirano, nego se sastoji od dvaju poluvretena. Gornje se pruža od gornjeg centrosoma do sredine stanice, a donje od donjeg pola ka sredini stanice.
U prometafazi za niti diobenog vretena vezuju se porazbacani kromosomi na mjestu centromera, a kad se proces vezivanja za pričvrsnice (centromere) završi, počinje metafaza, u kojoj se porazbacani kromosomi poredaju u središnjoj ravnini stanice u smjeru okomitom na položaj tubula u vretenu. U anafazi samostalni kromosomi putuju ka polovima vretena, a to postižu tako da se skraćuju tubuli diobenog vretena. Diobeno vreteno se raspada u telofazi. Pri završetku stanične diobe, u citokinezi kod životinjskih stanica, javlja se diobena brazda koja je okomita na os diobenog vretena.
Vrlo važnu ulogu u formiranju diobenog vretena imaju mikrofilamenti.
U diobenom vretenu nastaju tri vrste mikrocjevčica (mikrotubula): 1) kinetohorni mikrotubuli 2) astralni mikrotubuli i 3) polarni mikrotubuli.